# Światowy Turniej Kwalifikacyjny w koszykówce kobiet do Letnich Igrzysk Olimpijskich 2012
Światowy Turniej Kwalifikacyjny w koszykówce kobiet, to turniej kwalifikacyjny do koszykarskiego turnieju olimpijskiego, który odbył się podczas przygotowań do Letnich Igrzysk Olimpijskich 2012 w Londynie. W turnieju wzięło udział 12 drużyn, pięć najlepszych awansowało  do igrzysk.
Turniej kwalifikacyjny odbył się w dniach 25 czerwca–1 lipca 2012 w Turcji.

## Zakwalifikowane drużyny
| Nazwa imprezy                                | Miejsc | Zakwalifikowanie                |
| -------------------------------------------- | ------ | ------------------------------- |
| Mistrzostwa Europy w Koszykówce Kobiet 2011  | 4      | Chorwacja Czechy Francja Turcja |
| Mistrzostwa Ameryki w Koszykówce Kobiet 2011 | 3      | Argentyna Kanada Portoryko      |
| Mistrzostwa Afryki w Koszykówce Kobiet 2011  | 2      | Mali Mozambik                   |
| Mistrzostwa Azji w Koszykówce Kobiet 2011    | 2      | Japonia Korea Południowa        |
| Mistrzostwa Oceanii w Koszykówce Kobiet 2011 | 1      | Nowa Zelandia                   |